# Samuel van Houten
Samuel van Houten (17 février 1837 - 14 octobre 1930) est un homme politique libéral néerlandais, qui est ministre de l'Intérieur de 1894 à 1897.

## Jeunesse
Van Houten est né à Groningue dans une riche famille mennonite. Son père Derk van Houten est marchand de bois et homme politique local. Après avoir fréquenté une école latine de 1849 à 1854, il étudie le droit à l'Université de Groningue, obtenant un diplôme en 1859. Il travaille ensuite comme avocat. Il s'implique rapidement dans la politique de la ville, se fait élire au conseil municipal en 1864 et devient l'un des échevins de la ville en 1867. À cette époque, Van Houten quitte l’Église mennonite et devient agnostique.

## Député

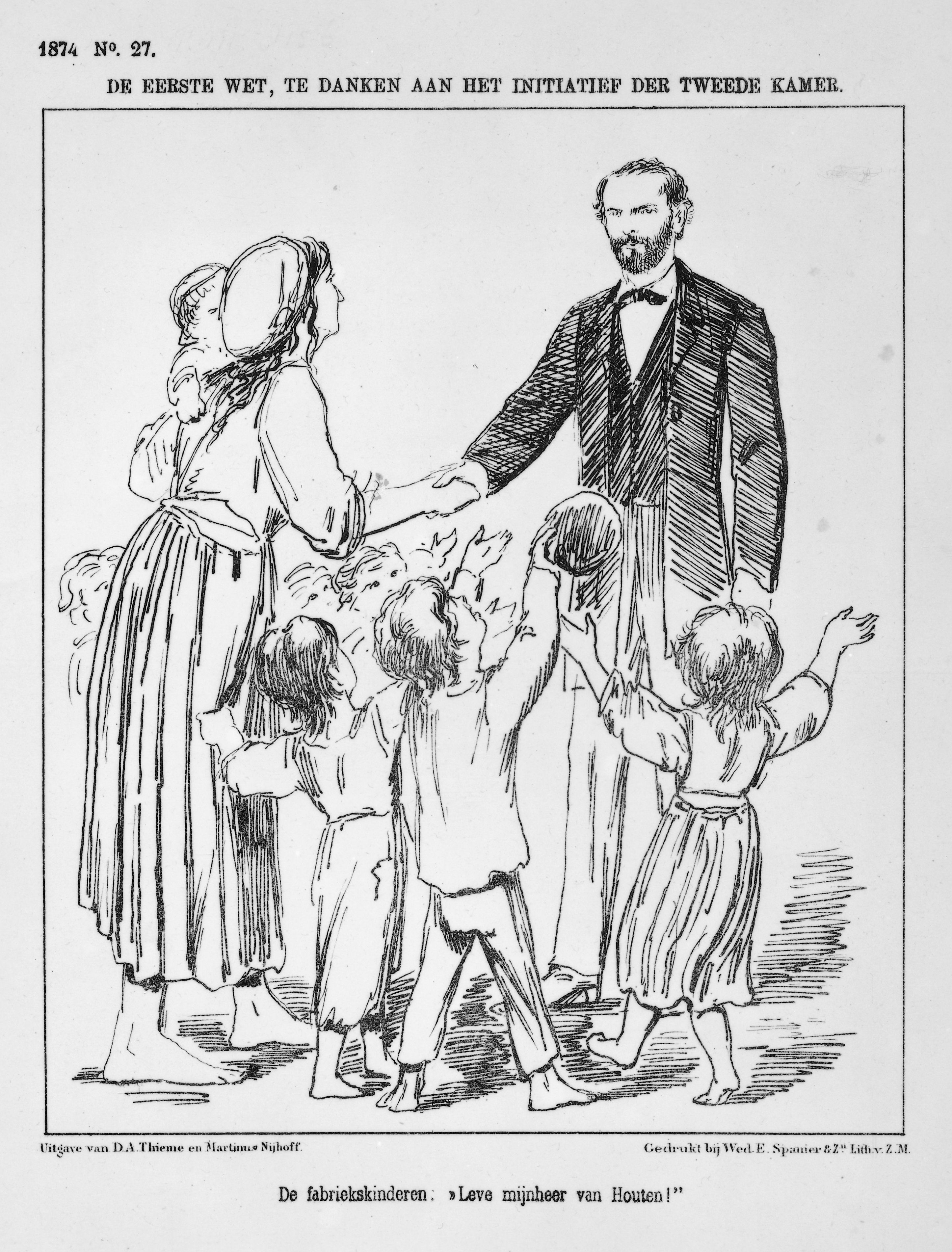
Une illustration montrant des enfants acclamant Van Houten, à l'initiative duquel le travail des enfants a été aboli.

En 1869, van Houten est élu pour la première fois à la Chambre des représentants pour la circonscription électorale de Groningue. À la Chambre des représentants, Van Houten s'impose rapidement comme un libéral indépendant, n'hésitant pas à critiquer l'establishment libéral thorbeckien. Il dénonce ce qu'il considère comme une tendance centralisatrice dans l'idéologie de leur chef, Johan Rudolf Thorbecke, qualifiant en plaisantant les vues de ce dernier de bonapartisme en 1872. Van Houten, au contraire, adhère à la croyance selon laquelle le développement historique des différents secteurs de la société devait être respecté, partageant en ce sens une ressemblance avec la théorie de la souveraineté de la sphère d'Abraham Kuyper. Cette conviction le conduit à adopter une position différente sur la question de la lutte scolaire par rapport à la plupart de ses collègues libéraux. En 1887, il est l’un des sept libéraux à voter pour permettre le financement égal des écoles confessionnelles.
Van Houten adhère également au principe d’autonomie de l’individu. En matière de politique sociale, il estime que l’intervention du gouvernement est nécessaire pour éliminer les obstacles au développement de l’individu afin de créer l’égalité des chances et ainsi promouvoir la liberté individuelle. Dans cet esprit, Van Houten présente un projet de loi interdisant le travail des enfants de moins de 12 ans. Ce projet de loi, surnommé Kinderwetje van Van Houten, devient la première loi sociale des Pays-Bas en 1874. Néanmoins, van Houten, qui est au départ très progressiste, devient progressivement plus conservateur et s'oppose à de nouvelles lois sociales et à tout égalitarisme de la part de l'État. Sur des questions individuelles, il continue à soutenir des causes progressistes, écrivant sur le féminisme, la prostitution et le contrôle des naissances. Il est président d'une société néo-malthusienne en 1888.
Bien qu'initialement favorable à l'élargissement du suffrage, Van Houten devient progressivement plus conservateur sur la question au fil du temps, craignant qu'un prolétariat affranchi ne menace l'équilibre social. Son opposition à la proposition de Johannes Tak van Poortvliet d'étendre le suffrage à tous les hommes, à l'exception des mendiants et des domestiques, le conduit à perdre sa réélection dans la circonscription progressiste de Groningue lors des élections générales de 1894. Il est battu par le libéral takkien Hendrik Lodewijk Drucker.

## Ministre

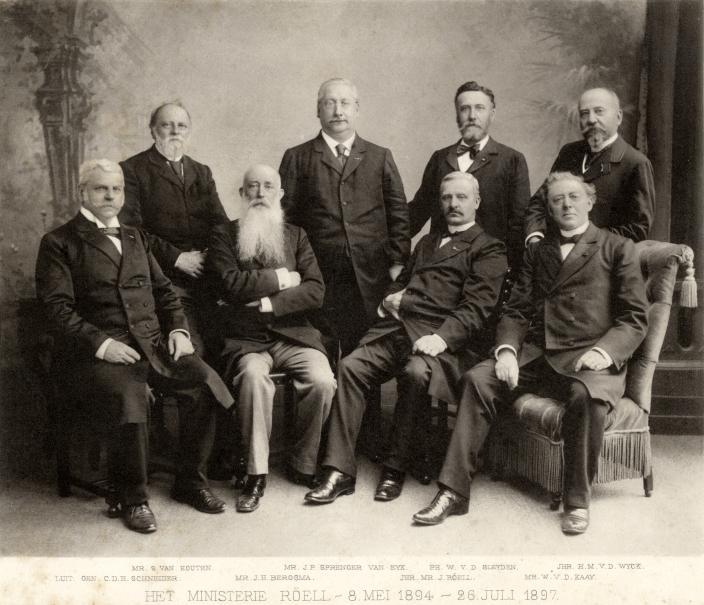
Le cabinet Röell, avec Van Houten debout à gauche.

Alors que Van Houten perd son siège en 1894, les anti-Takkiens remportent les élections générales, après lesquelles Joan Röell est invité à former un gouvernement. Dans ce gouvernement libéral conservateur, installé le 9 mai 1894, Van Houten succède à Tak van Poortvliet comme ministre de l'Intérieur. À ce titre, il est chargé de préparer une nouvelle loi électorale. Bien que plus modeste que la proposition précédente de Tak van Poortvliet, le projet de loi de Van Houten double néanmoins le corps électoral pour atteindre environ la moitié de la population adulte masculine, un chiffre qui augmenterait progressivement jusqu'à 68 % en 1913. Outre la question du droit de vote, Van Houten présente un projet de loi qui accorde aux municipalités un soutien financier accru. Il permet également l'expansion territoriale de grandes municipalités, comme Rotterdam en 1894 et Amsterdam et Leyde en 1896, rendue nécessaire par l'urbanisation.
Van Houten reste en poste jusqu'au 27 juillet 1897, date à laquelle il est remplacé par Hendrik Goeman Borgesius. Bien qu'il ne soit pas réélu à la Chambre des représentants, il siège au Sénat pour la Frise entre 1904 et 1907. Il s'oppose fermement au gouvernement d'Abraham Kuyper, mais critique également la politique libérale ; son comportement électoral conduit certains de ses collègues libéraux à le qualifier de « membre honoraire de la droite » . Critique du nouveau système électoral et de l'expansion du gouvernement, Van Houten, âgé de 85 ans, fonde en 1922 le Parti libéral, qui n'a qu'une existence éphémère, et devient son lijsttrekker lors des élections générales de cette année-là. Le parti remporte un siège, mais Van Houten choisit de ne pas l'accepter, permettant à Lizzy van Dorp de le prendre à la place.
Van Houten est décédé de causes naturelles à l'âge de 93 ans le 14 octobre 1930.

## Vie privée
Van Houten épouse Elisabeth van Konijnenburg le 29 juin 1861 et le couple a cinq filles et deux fils. Elle décède le 16 juin 1872, après quoi Van Houten se remarie avec Hermine Leendertz le 3 juin 1873. Avec elle, Van Houten a cinq autres filles et deux fils. Il a trois petits-fils bien connus. L’un d’eux est Hans van Houten, secrétaire d’État aux Affaires étrangères des Pays-Bas entre 1959 et 1963. Également, par l'intermédiaire de sa fille Sina, ses deux fils, Frederick Leith-Ross, qui est conseiller économique en chef du gouvernement britannique de 1932 à 1945 et Harry Leith-Ross, qui est un artiste qui a vécu et travaillé aux États-Unis.